# Stockholms ström (sång)
Stockholms ström är en sång skriven av  Magnus Lind, vilken spelades in av Aston Reymers Rivaler och förlades till albumen Kräål 1980 samt Finaste blandning 1981.
Låten blev en stor hit i Sverige som gick in på Svensktoppen där den låg i sju veckor under perioden 18 januari- 1 mars 1981, med åttondeplats som högsta placering.
2004 tolkades låten in av Gösta Engström på Gösta Engström & Kavringarna på S/S Saltsjön. 2010 tolkades den av Rigo & the Topaz Sound.
Sångtexten menar att inget vattendrag i världen går upp mot Stockholms ström.